# 千本村
千本村（ちもとむら）は、滋賀県犬上郡にあった村。現在の彦根市中心部の南方、芹川の中流、近江鉄道本線・彦根口駅の周辺および国道306号の沿線にあたる。

## 地理
- 河川：芹川

## 歴史
- 1889年（明治22年）4月1日 - 町村制の施行により、野田山村・正法寺村・大堀村・東沼波村・西沼波村・地蔵村の区域をもって発足。
- 1937年（昭和12年）2月11日 - 彦根町・松原村・青波村・北青柳村・福満村と合併して彦根市が発足。同日千本村廃止。

## 村長
- 初代 西田庄助（1889年 - 1894年1月）

## 交通

### 鉄道路線
- 近江鉄道
  - 本線
    - 彦根口駅

### 道路
- 中山道（現・国道8号）